# 中国农工民主党河北省委员会
中国农工民主党河北省委员会，简称农工党河北省委、河北农工党，是中国农工民主党在河北省的地方组织。